# Passiflora pohlii
Passiflora pohlii är en passionsblomsväxtart som beskrevs av Maxwell Tylden Masters. Passiflora pohlii ingår i släktet passionsblommor, och familjen passionsblomsväxter. Inga underarter finns listade i Catalogue of Life.